# 增井禎夫
增井禎夫（日语：／ Masui Yoshio，1931年1月1日—），日本裔加拿大細胞生物學家，推動1980年代細胞週期研究大發展的關鍵人物。盖尔德纳国际奖得主、拉斯克基礎醫學研究獎得主。現任加拿大多倫多大學名譽教授。
2001年諾貝爾生理學或醫學獎得主保罗·纳斯獲獎時主張，增井禎夫理應分享諾貝爾獎。儘管沒有獲獎，增井的姓名（Yoshio Masui）已被納斯寫入諾貝爾演說的講稿，存在於諾貝爾獎的官方紀錄中。

## 生平
1931年1月1日，增井禎夫誕生於日本京都，京都大學理學部畢業。理學博士（京都大學）。
- 1955年 - 甲南大學理學部生物學科 助手
- 1958年 - 甲南大學理學部生物學科 講師
- 1965年 - 甲南大學理學部生物學科 助教授
- 1966年 - 美國耶魯大學留學
- 1969年 - 加拿大多倫多大學 副教授
- 1978年~1997年 - 多倫多大學 教授
- 1997年 - 多倫多大學 名譽教授[3]

## 貢獻
- 發現卵成熟促進因子 (MPF)[4]。
- 發現細胞分裂抑制因子 (CSF: cytostatic factor)。
- 開發青蛙卵無細胞抽取液。

## 獲獎紀錄
- 1992年 - 盖尔德纳国际奖
- 1998年 - 拉斯克基礎醫學研究獎

## 外部連結
- 生命詩研究館サイエンティストライブラリー特別編：増井禎夫 （页面存档备份，存于）